# Sông Kok

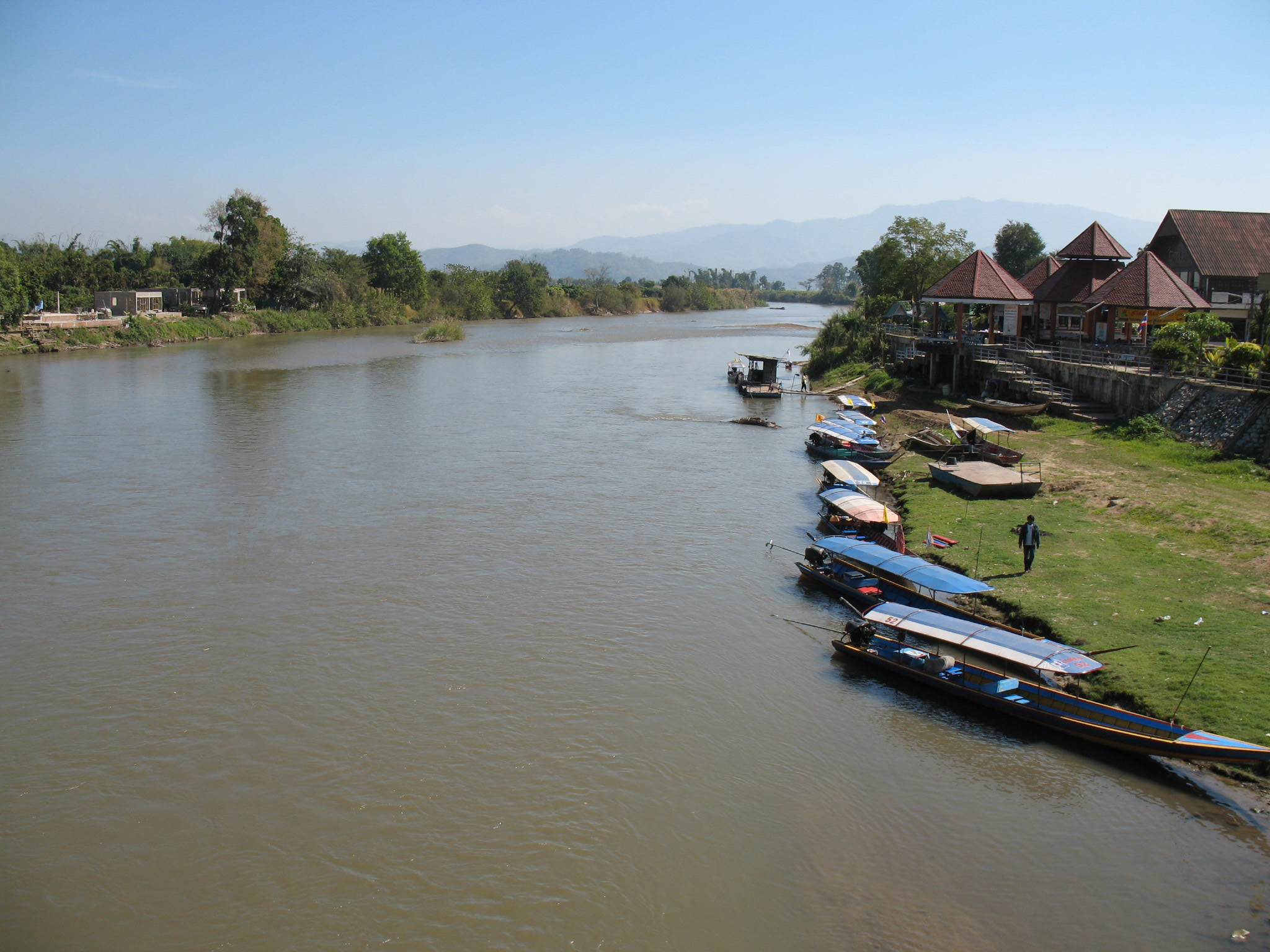
Sông Kok ở huyện Mae Ai, tỉnh Chiang Mai

Sông Kok (tiếng Thái: แม่น้ำกก, Maenam Kok) xuất phát từ bang Shan, Myanmar, đổ ngang qua biên giới Thái Lan và Myanmar đến huyện Mae Ai, tỉnh Chiang Mai. Phần lớn chiều dài của sông ở tỉnh Chiang Rai chảy qua các huyện Mueang Chiang Rai, Mae Chan, Chiang Saen và Wiang Chai. Sông này đổ vào sông Sông Mekong tại huyện Chiang Saen.